# Lijst van voetbalinterlands Argentinië - Australië (vrouwen)
Deze lijst van voetbalinterlands is een overzicht van alle officiële voetbalinterlands tussen de nationale vrouwenteams van Argentinië en Australië. De landen hebben tot nu toe vier keer tegen elkaar gespeeld.

## Wedstrijden
| № | Plaats     | Datum         | Competitie          | Wedstrijd              | Uitslag |
| - | ---------- | ------------- | ------------------- | ---------------------- | ------- |
| 1 | Uberlândia | 10 april 1995 | Vriendschappelijk   | Australië − Argentinië | 7 − 0   |
| 2 | Melbourne  | 6 maart 2019  | Cup of Nations 2019 | Australië − Argentinië | 3 − 0   |
| 3 | Melbourne  | 30 mei 2025   | Vriendschappelijk   | Australië − Argentinië | 2 − 0   |
| 4 | Canberra   | 2 juni 2025   | Vriendschappelijk   | Australië − Argentinië | 4 − 1   |

## Samenvatting
| Competitie        | Totaal gespeeld | Winst Argentinië | Gelijk | Winst Australië | Doelsaldo Argentinië – Australië |
| ----------------- | --------------- | ---------------- | ------ | --------------- | -------------------------------- |
| Cup of Nations    | 1               | 0                | 0      | 1               | 0 − 3                            |
| Vriendschappelijk | 3               | 0                | 0      | 3               | 1 − 13                           |
| Totaal            | 4               | 0                | 0      | 4               | 1 − 16                           |